# Regula Elsener
Pour les articles homonymes, voir Elsener.
Regula Elsener, née le 3 mars 1975, est une journaliste suisse.

## Biographie
À 15 ans, elle commence à écrire ses premiers articles. Après un diplôme de vendeuse, elle apparaît à la télévision suisse à 21 ans. Elle présente des émissions comme TAF, Weekend Music, Tagesschau Nacht...
En 1998, elle présente pendant quelques mois la météo sur RTL Suisse et annonce les résultats du vote de la Suisse au Concours Eurovision de la chanson.
En 2005, elle met fin à sa carrière d'animatrice. Elle travaille aujourd'hui comme journaliste indépendante et animatrice d'événements.